# Lijst van voetbalinterlands Ierland - Saoedi-Arabië
Deze lijst van voetbalinterlands is een overzicht van alle officiële voetbalwedstrijden tussen de nationale teams van Ierland en Saoedi-Arabië. De landen speelden tot op heden een keer tegen elkaar. Dat was een groepswedstrijd tijdens het Wereldkampioenschap voetbal 2002 op 11 juni 2002 in Yokohama (Japan).

## Wedstrijden
| № | Plaats   | Datum        | Competitie | Wedstrijd               | Uitslag |
| - | -------- | ------------ | ---------- | ----------------------- | ------- |
| 1 | Yokohama | 11 juni 2002 | WK 2002    | Saoedi-Arabië – Ierland | 0 – 3   |

## Samenvatting
| Competitie   | Totaal gespeeld | Winst Ierland | Gelijk | Winst Saoedi-Arabië | Doelsaldo Ierland – Saoedi-Arabië |
| ------------ | --------------- | ------------- | ------ | ------------------- | --------------------------------- |
| WK-eindronde | 1               | 1             | 0      | 0                   | 3 − 0                             |
| Totaal       | 1               | 1             | 0      | 0                   | 3 − 0                             |

## Details

### Eerste ontmoeting
| WK 2002 (Yokohama, Japan, 11 juni 2002): |              | |
| Saoedi-Arabië | 0 – 3        | Ierland |
| | goals        | 7' Robbie Keane 61' Gary Breen 87' Damien Duff |
| Nasser Al-Johar | bondscoach   | Mick McCarthy |
| Mohammed Al-Deayea Mohammed Al-Jahani 79' Redha Tukar Abdullah Sulaiman Zubromawi 68' Fouzi Al-Shehri Ibrahim Al-Shahrani Hussein Sulimani Abdulaziz Khathran 67' Khamis Al-Owairan Al-Dossari Nawaf Al-Temyat Al-Hasan Al-Yami | opstellingen | Shay Given 80' Gary Kelly Gary Breen Steve Staunton 46' Ian Harte Steve Finnan Matt Holland 89' Mark Kinsella Kevin Kilbane Damien Duff Robbie Keane |
| Mohammad Al-Shlhoub 67' Abdullah Gaman Al-Dosary 68' Ahmed Dukhi Al-Dosari 79' | wissels      | 46' Niall Quinn 80' Jason McAteer 89' Lee Carsley |
| Nawaf Al-Temyat 61' | gele kaarten | 70' Steve Staunton |

FAI · A-internationals · Bondscoaches · Statistieken · Iers vrouwenelftal · Olympisch elftal · Ierland U21 · Ierland U20 · Ierland U19 · Ierland U18 · Ierland U17 · Ierland U16 · Vrouwen U17
1924 – 1929 ·
1930 – 1939 ·
1940 – 1949 ·
1950 – 1959 ·
1960 – 1969 ·
1970 – 1979 ·
1980 – 1989 ·
1990 – 1999 ·
2000 – 2009 ·
2010 – 2019 ·
2020 − 2029
EK 1988 · 
EK 2012 · 
EK 2016
WK 1990 · 
WK 1994 · 
WK 2002
1924 · 
1925 · 
1926 · 
1927 · 
1928 · 
1929 · 
1930 · 
1931 · 
1932 · 
1933 · 
1934 · 
1935 · 
1936 · 
1937 · 
1938 · 
1939 · 
1940 · 1941 · 1942 · 1943 · 1944 · 1945 · 
1946 · 
1947 · 
1948 · 
1949 · 
1950 · 
1951 · 
1952 · 
1953 · 
1954 · 
1955 · 
1956 · 
1957 · 
1958 · 
1959 · 
1960 · 
1961 · 
1962 · 
1963 · 
1964 · 
1965 · 
1966 · 
1967 · 
1968 · 
1969 · 
1970 · 
1971 · 
1972 · 
1973 · 
1974 · 
1975 · 
1976 · 
1977 · 
1978 · 
1979 · 
1980 · 
1981 · 
1982 · 
1983 · 
1984 · 
1985 · 
1986 · 
1987 · 
1988 · 
1989 · 
1990 · 
1991 · 
1992 · 
1993 · 
1994 · 
1995 · 
1996 · 
1997 · 
1998 · 
1999 · 
2000 · 
2001 · 
2002 · 
2003 · 
2004 · 
2005 · 
2006 · 
2007 · 
2008 · 
2009 · 
2010 · 
2011 · 
2012 · 
2013 · 
2014 · 
2015 ·
2016 ·
2017 ·
2018 ·
2019 ·
2020 ·
2021
Albanië ·
Algerije ·
Andorra ·
Argentinië ·
Armenië ·
Australië ·
Azerbeidzjan ·
België ·
Bolivia ·
Bosnië en Herzegovina ·
Brazilië ·
Bulgarije ·
Canada ·
Chili ·
China ·
Colombia ·
Costa Rica ·
Cyprus ·
Denemarken ·
Duitsland ·
Ecuador ·
Egypte ·
Engeland ·
Estland ·
Faeröer ·
Finland ·
Frankrijk ·
Georgië ·
Gibraltar ·
Griekenland ·
Hongarije ·
IJsland ·
Iran ·
Israël ·
Italië ·
Jamaica ·
Joegoslavië ·
Kameroen ·
Kazachstan ·
Kroatië ·
Letland ·
Liechtenstein ·
Litouwen ·
Luxemburg ·
Malta ·
Marokko ·
Mexico ·
Moldavië ·
Montenegro ·
Nederland ·
Nieuw-Zeeland ·
Nigeria ·
Noord-Ierland ·
Noord-Macedonië ·
Noorwegen ·
Oekraïne ·
Oman ·
Oostenrijk ·
Paraguay ·
Polen ·
Portugal ·
Qatar ·
Roemenië ·
Rusland ·
San Marino ·
Saoedi-Arabië ·
Schotland ·
Servië ·
Slowakije ·
Sovjet-Unie ·
Spanje ·
Trinidad en Tobago ·
Tsjechië ·
Tsjecho-Slowakije ·
Tunesië ·
Turkije ·
Uruguay ·
Verenigde Staten ·
Wales ·
Wit-Rusland ·
Zuid-Afrika ·
Zweden ·
Zwitserland
België (2016) · 
Italië (2012) · 
Kroatië (2012) · 
Spanje (2012) · 
Zweden (2016)
SAFF · A-internationals · Selecties · Bondscoaches · Statistieken · Saoedi-Arabisch vrouwenelftal · Saoedi-Arabië U21 · Saoedi-Arabië U20 · Saoedi-Arabië U19 · Saoedi-Arabië U18 · Saoedi-Arabië U17
1950 – 1959 · 
1960 – 1969 · 
1970 – 1979 · 
1980 – 1989 · 
1990 – 1999 · 
2000 – 2009 · 
2010 – 2019 ·
2020 − 2029
WK 1994 · 
WK 1998 · 
WK 2002 · 
WK 2006 · 
WK 2018
OS 1984 · 
OS 1996 · 
OS 2020
1957 · 
1958 · 1959 · 1960 · 
1961 · 
1962 · 
1963 · 
1964 · 1965 · 1966 · 
1967 · 
1968 · 
1969 · 
1970 · 
1971 · 
1972 · 
1973 · 
1974 · 
1975 · 
1976 · 
1977 · 
1978 · 
1979 · 
1980 · 
1981 · 
1982 · 
1983 · 
1984 · 
1985 · 
1986 · 
1987 · 
1988 · 
1989 · 
1990 · 
1991 · 
1992 · 
1993 · 
1994 · 
1995 · 
1996 · 
1997 · 
1998 · 
1999 · 
2000 · 
2001 · 
2002 · 
2003 · 
2004 · 
2005 · 
2006 · 
2007 · 
2008 · 
2009 · 
2010 · 
2011 · 
2012 · 
2013 ·
2014 ·
2015 ·
2016 ·
2017 ·
2018 ·
2019 ·
2020 ·
2021 ·
2022 ·
2023
Afghanistan · 
Albanië ·
Algerije · 
Angola · 
Argentinië · 
Australië · 
Azerbeidzjan · 
Bahrein · 
Bangladesh · 
België · 
Bhutan · 
Bolivia · 
Brazilië · 
Bulgarije · 
Cambodja ·
Canada · 
Chili · 
China · 
Colombia ·
Congo-Brazzaville · 
Congo-Kinshasa · 
Costa Rica · 
Cyprus · 
Denemarken · 
Duitsland · 
Ecuador ·
Egypte · 
Engeland · 
Equatoriaal-Guinea ·
Estland · 
Finland · 
Frankrijk · 
Gabon · 
Gambia ·
Georgië · 
Ghana · 
Griekenland ·
Honduras · 
Hongarije · 
Hongkong · 
Ierland · 
IJsland · 
India · 
Indonesië · 
Irak · 
Iran · 
Italië ·
Jamaica · 
Japan · 
Jemen · 
Jordanië · 
Kameroen · 
Kazachstan · 
Kirgizië · 
Koeweit · 
Kroatië ·
Laos ·
Letland ·
Libanon · 
Libië · 
Liechtenstein · 
Litouwen ·
Luxemburg · 
Macau ·  
Maleisië · 
Mali · 
Marokko · 
Mauritanië · 
Mexico · 
Moldavië ·
Mongolië · 
Namibië · 
Nederland · 
Nepal · 
Nieuw-Zeeland · 
Nigeria · 
Noord-Korea ·
Noord-Macedonië ·
Noorwegen ·
Oeganda · 
Oekraïne · 
Oezbekistan · 
Oman · 
Oost-Timor ·
Pakistan ·
Palestina · 
Panama ·
Paraguay · 
Peru ·
Polen · 
Portugal · 
Qatar · 
Rusland · 
Schotland · 
Senegal · 
Singapore · 
Slovenië · 
Slowakije · 
Soedan · 
Spanje · 
Sri Lanka · 
Syrië · 
Tadzjikistan · 
Taiwan · 
Tanzania · 
Thailand · 
Togo · 
Trinidad en Tobago · 
Tsjechië · 
Tunesië · 
Turkije · 
Turkmenistan · 
Uruguay · 
Venezuela · 
Verenigde Arabische Emiraten · 
Verenigde Staten · 
Vietnam · 
Wales · 
Wit-Rusland · 
Zambia ·
Zimbabwe ·
Zuid-Afrika · 
Zuid-Jemen · 
Zuid-Korea · 
Zweden
Argentinië (1992) · 
Argentinië (2022) · 
Egypte (2018) · 
Oekraïne (2006) · 
Rusland (2018) ·
Spanje (2006) ·
Tunesië (2006) ·
Uruguay (2018)